# Daniel Andreiev
Pour les articles homonymes, voir Andreïev.
Daniel Leonidovitch Andreïev (en russe : Даниил Леонидович Андреев) (né le 20 octobre 1906 (2 novembre dans le calendrier grégorien) à Berlin, mort le 30 mars 1959 à Moscou) est un écrivain, poète et chrétien mystique russe. Il est le frère de Vadim Andreiev.

## Biographie
Daniel Andreïev est le fils de Leonid Andreïev, un auteur russe éminent du début du siècle ; Maxime Gorki était son parrain. Sa mère, Alexandra (Veligorski) Andreïeva, petite-nièce du poète, peintre et humaniste ukrainien Taras Chevtchenko, mourut durant l'accouchement, aussi Léonid Andreïev décida de confier Daniel à la sœur de sa dernière femme, Elisabeth Dobrov afin de l'élever.
Cet acte eut deux conséquences importantes : la première est que Leonid Andreïev, comme beaucoup d'auteurs et d'intellectuels russes, quitta la Russie après la révolution de 1917 et laissa son fils ; la deuxième est que Daniel fut élevé dans une maison qui était restée profondément croyante, contrairement à la majeure partie de l'intelligentsia russe de l'ère soviétique.
Le petit Daniel commença à écrire des poèmes et des proses dès sa plus tendre enfance. Il acheva ses études au collège mais ne put rentrer à l'université du fait de son origine non-prolétaire. Il se présentait comme un artiste graphique et écrivait durant son temps libre.
Daniel Andreïev fut conscrit dans l'Armée soviétique en 1942. Il exerça les fonctions de non combattant et durant le siège de Léningrad aida à transporter les ravitaillements à travers le lac Ladoga. Il est décoré de la médaille pour la Défense de Léningrad. Après la Seconde Guerre mondiale Andreïev retourna à la vie civile, mais fut arrêté par les autorités soviétiques en avril 1947. Accusé de faire de faire de la propagande antisoviétique et de comploter un assassinat à l'encontre de Staline, il fut condamné à vingt-cinq ans d'emprisonnement.
Il fut frappé d'une attaque cardiaque en prison en 1954, première manifestation d'une maladie du cœur qui provoque finalement sa mort cinq ans plus tard.
Durant son emprisonnement à Vladimir entre 1947 et 1957, Andreïev aurait eu des visions mystiques et aurait commencé à écrire Roza Mira. Il termina son œuvre après sa libération. Le livre était connu en Union soviétique via le Samizdat, mais ne fut publié officiellement qu'en 1991 et en anglais aux États-Unis en 1997.
Daniel Andreiev meurt en 1959 et est enterré au cimetière de Novodevitchi.

## Œuvres
Presque tous les travaux réalisés par Daniel Andreïev et écrits avant 1947, furent détruits par le MGB. Ils étaient considérés comme de la littérature antisoviétique, notamment sa nouvelle Les Clochards de la nuit (en russe : Странники ночи) dont le thème est l'opposition spirituelle au régime soviétique et à l'athéisme. Tout en étant emprisonné, Andreïev réussit néanmoins à reconstituer certains de ses poèmes. Il essaya de réécrire les Clochards de la nuit, mais il ne put seulement rédiger que quelques pages.
Quelques travaux de son enfance ont pu être conservés par son ami, notamment ses premiers poèmes écrits à l'âge de huit ans.
Son œuvre majeure, Roza Mira (en russe : Роза Мира, littéralement « la Rose du Monde ») contient une description détaillée des nombreuses couches de la réalité spirituelle qui entourent la terre. Elle décrit la prochaine religion appelée « Roza Mira » qui apparaîtra et unira tous les peuples ainsi que les États. Elle annonce les événements de la venue future de l'Antéchrist ainsi que de sa chute.
En dehors de Roza Mira, il écrivit un poème intitulé Mystère de fer (en russe : Железная мистерия, publié en 1990), un « ensemble poétique » (c'est comme ça qu'il est appelé) Dieux russes (en russe : Русские боги, le texte entier fut publié en 1995) et d'autres travaux.